# Distrikt Pastaza
Der Distrikt Pastaza liegt in der Provinz Datem del Marañón in der Region Loreto in Nordost-Peru. Der Distrikt wurde am 2. Juli 1943 gegründet. Am 1. August 2005 wurde der nordöstliche Teil des Distrikts herausgelöst und bildet seither den neu gegründeten Distrikt Andoas.
Der Distrikt Pastaza besitzt eine Fläche von 9098 km². Beim Zensus 2017 wurden 6097 Einwohner gezählt. Im Jahr 2007 lag die Einwohnerzahl bei 6137. Verwaltungssitz ist die 120 m hoch am linken Ufer des Río Rimachi, einem westlichen Flussarm des Río Pastaza, gelegene Ortschaft Ullpayacu mit 1894 Einwohnern (Stand 2017). Ullpayacu liegt 20 km nordnordwestlich der Provinzhauptstadt San Lorenzo. Das Gebiet wird von dem Stamm der Quechua Pastaza besiedelt.

## Geographische Lage
Der Distrikt Pastaza liegt am Westrand des peruanischen Amazonasgebietes im zentralen Norden der Provinz Datem del Marañón. Der Distrikt wird vom Río Pastaza in südlicher Richtung durchflossen. Der Distrikt reicht im Süden bis zu dessen Mündung in den Río Marañón. Die Pastaza-Zuflüsse Río Chapuli und Río Chuinda entwässern den Nordwesten des Distrikts.
Der Distrikt Morona grenzt im Südwesten an den Distrikt Barranca, im Nordwesten an den Distrikt Morona, im Nordosten an den Distrikt Andoas, im Osten an den Distrikt Lagunas sowie im äußersten Südosten an den Distrikt Jeberos.